# Mike Tyson, l'histoire de sa vie
Pour plus de détails, voir Fiche technique et Distribution.
Mike Tyson, l'histoire de sa vie (Tyson: The True Story) est un téléfilm américain réalisé par Uli Edel, sorti en 1995.

## Synopsis
Mike Tyson aspire à devenir boxeur professionnel pour surmonter sa jeunesse désorganisée, élevée dans les rues hostiles de Brooklyn. Un jour, Mike rencontre le manager et entraîneur Cus D'Amato, qui prend Mike sous son aile et l'entraîne à devenir un boxeur imparable. Malgré ses efforts courageux, Mike est souvent cité pour son relâchement lors des séances d’entraînement.
Cus présente Mike à Jimmy Jacobs, Bill Cayton et Kevin Rooney, qui sont également des managers et des entraîneurs qui aideront Mike à améliorer son jeu et à ne pas se relâcher. Cus explique à Mike que tant qu'il sera entouré de personnes de confiance, il évitera les ennuis.
Alors que sa carrière progresse, Mike s'inquiète soudainement pour Cus, dont la santé se détériore. Après la mort de Cus, Jimmy Jacobs prend la relève en tant que manager à temps plein de Mike. En 1986, Mike participe au match contre Trevor Berbick à Las Vegas lors du championnat du monde de boxe des poids lourds. À vingt ans, Mike gagne et devient le plus jeune champion de l'histoire de la boxe. En 1987, le match contre Tony Tucker a lieu, dans lequel Mike gagne et conserve son titre.
Mike épouse sa petite amie enceinte, l'actrice Robin Givens. À la même époque, Jimmy meurt d'une leucémie. C'est maintenant à Bill Cayton d'aider à gérer Mike. Don King cherche Mike avec une offre pour gérer sa carrière, mais comme il est déjà géré, il désigne Don comme son promoteur à la place. Don, Robin et Bill se livrent une guerre des mots, s'accusant mutuellement d'avoir escroqué Mike.
Lorsque Robin fait une fausse couche, Mike retombe dans le relâchement pendant l'entraînement. Kevin explique que Robin n'a jamais été enceinte au départ, et lorsque Mike entend la conversation, il assomme ses entraîneurs.
En 1988, le match contre Michael Spinks est sur le point de se dérouler, mais avant qu'il ne puisse avoir lieu, Bill apprend qu'il a été renvoyé. Mike remporte le match, mais ses autres managers ne semblent pas s'en soucier.
Pendant ce temps, la police est appelée au domicile de Robin à la suite d'informations faisant état de troubles, où un Mike furieux et belliqueux sort en trombe avant de casser quelques vases. Robin considère que Mike est trop violent pour être digne de confiance et elle demande le divorce.
A Tokyo, le 11 février 1990, a lieu le match contre Buster Douglas. Mike semble se porter bien, mais le match se termine par la victoire de Buster sur Tyson par KO.
En 1991, Mike est jugé pour avoir violé la candidate d'un concours de beauté, Desiree Washington. Mike est cité pour viol et conduite criminellement déviante et condamné à six ans de prison. Kevin Rooney, l'ancien manager et entraîneur de Mike, intente une action en justice pour dommages et intérêts. Mike est libéré sur parole en 1995 et annonce qu'il fait son retour à la boxe. Bien que Don King devienne le prochain manager de Mike, il doit être jugé pour fraude à l'assurance.

## Fiche technique
- Titre : Mike Tyson, l'histoire de sa vie
- Titre original : Tyson: The True Story
- Réalisation : Uli Edel
- Scénario : Robert Johnson d'après le roman Fire and Fear de José Torres
- Musique : Stewart Copeland
- Photographie : Jack Conroy
- Montage : Seth Flaum
- Production : David Blocker
- Société de production : Edgar J. Scherick Associates et HBO Films
- Pays :  États-Unis
- Genre : Biopic et drame
- Durée : 104 minutes
- Première diffusion : 
  -  États-Unis : 29 avril 1995

## Distribution
- Michael Jai White : Mike Tyson
- George C. Scott : Cus D'Amato
- Paul Winfield : Don King
- James Sikking : Bill Cayton
- Malcolm-Jamal Warner : Rory Holloway
- Tony Lo Bianco : Jim Jacobs
- Clark Gregg : Kevin Rooney
- Holt McCallany : Teddy Atlas
- Kristen Wilson : Robin Givens
- Sheila Wills : Ruth Roper
- Regal Hanley : Mike Tyson jeune
- Lilyan Chauvin : Camille Ewald
- Rebekah Johnson : Desiree Washington
- George Murdock : Baranski
- Mane Rich Andrew : Rodney Tyson jeune
- Jimmy Bridges : Carl King
- Richard Callender : Johnny Gill
- Reg E. Cathey : l'avocat Winston
- June Chandler : Barbara Walters
- Johnnie Cineus : Denise Tyson jeune
- Richard Kennedy Compton : Michael Hayes
- Al Foster : le révérend Williams
- Chuck Hull :  lui-même
- Michael Jace : Mitch Green
- Ian Jackson : Tito
- Jennifer K. Lee : Keisha
- Ashlee Levitch : Jamie
- Nina Mann : Doris Cayton
- Larry Merchant : lui-même
- Ray Reinhardt : Marvin Mitchelson
- Lisa Marie Russell : Yvonne
- Fred Sanders : l'officier O'Neill
- Jacqueline Schultz : Lorraine Jacobs
- Marta Cunningham : Lisa
- Duane Davis : James « Buster » Douglas
- Richard Givens : Butch Lewis
- Ben Hernandez Bray : Danny Pilar
- Mills Lane : lui-même
- Lucia Vincent : Charlotte
- Tico Wells : Charles Neal
- Jon Zelazny : Colin

## Distinctions
Le film a été nommé au NAACP Image Awards dans la catégorie Meilleur téléfilm ou mini-série.